# Federico Pugi
Federico Pugi (Reggio Emilia, 29 settembre 1985) è un ex cestista italiano.

## Carriera
Il 10 novembre 2010 firma un contratto per l'Enel Brindisi.